# Ursula Agricola
Ursula Agricola från Strassburg var år 1644 inskriven som studerande vid Braheskolan på Visingsö i Sverige och kan ha varit den kanske första kvinnliga gymnasisten i Sverige. Hon följdes 1645 av Maria Jonae Palmgren från Gränna socken. Agricola ska efter sina studier ha blivit prästfru.   